# 路線番号案内標識
路線番号案内標識（ろせんばんごうあんないひょうしき）は、路線に付与された番号（路線番号）を表示するために設置される標識である。

## 日本の場合
日本においては、高速道路、国道、都道府県道を案内するための案内標識が道路法及び道路交通法の下位命令である「道路標識、区画線及び道路標示に関する命令」（昭和35年総理府・建設省令第3号）に定められている。
なお、市町村道の路線番号標識については法令上定めはなく、設置していない市町村が多い。設置している市町村についても、デザインはばらばらであり、国道、県道の標識に色、書体ともそっくりなもの、色は同じだが形が異なるもの、形は同じだが色や表記方法が異なるもの、市町村章をかたどったもの、単なる白い丸や四角などのものなどがある。

### 高速道路番号

「118-3: 高速道路番号」

2017年（平成29年）2月7日公布、同年2月14日に施行された「道路標識、区画線及び道路標示に関する命令の一部を改正する命令」（平成29年内閣府・国土交通省令第1号）により新たに制定された路線番号案内標識。同命令による標識の正式名称は「高速道路番号」であり、「118-3」の分類番号が与えられている。
「高速道路番号」標識は、高速道路（高速自動車国道、高規格幹線道路）のほか、高規格幹線道路網を補完して地域のネットワークを形成している路線、高規格幹線道路から主要な空港・港湾、観光地へのアクセスに利用される路線に対して付与された「高速道路ナンバリング」のナンバリングを路線番号として記載している。なお、都市高速道路も路線番号を案内する類似の標識があるが、これは路線番号案内標識ではなく「道路の通称名」標識に分類される。

### 国道番号

「118-A: 国道番号」（寸法の単位: mm）

国道の路線番号案内標識は青色の逆三角形の形（通称「おにぎり」）をしている。国土交通省による政令『道路標識、区画線及び道路標示に関する命令』による標識の正式名称は「国道番号」であり、「118-A」の分類番号が与えられている。上部に「国道」の文字、中央部には大きい字で路線番号、下部に「ROUTE」という文字が記載されている。

### 都道府県道番号
都道府県道番号案内標識は、青色の六角形の形をしており、上部は都道府県によって「県道」「都道」「道道」「府道」のいずれかが記載される。中央部には路線番号または路線名（主に千葉県）、下部には管轄する都道府県名が記載される。
それぞれ路線番号と路線名称が書かれた二つの青色の六角形の標識が串団子のように上下重なるパターンもある（主に福島県で見られる）。